# Taşlıhüyük, Kozaklı
Taşlıhüyük là một xã thuộc huyện Kozaklı, tỉnh Nevşehir, Thổ Nhĩ Kỳ. Dân số thời điểm năm 2011 là 134 người.